# Stenblomsten
Stenblomsten Op. 118 (russisk: Сказ о каменном цветке), er en ballet af den russiske komponist Sergej Prokofjev. Den komponeredes mellem årene 1948 og 1953 og bygger på et gammelt russisk folkesagn.
Stenblomsten koreograferedes i 1957 af den russiske danser og koreograf Jurij Grigorovitj.
| Pied sur la pointe | Spire Denne artikel om ballet er en spire som bør udbygges. Du er velkommen til at hjælpe Wikipedia ved at udvide den. |